# Жизнь после смерти
Жизнь после смерти или загро́бная жизнь — религиозно-философское представление о продолжении сознательной жизни человека после смерти. В большинстве случаев подобные представления обусловлены верой в бессмертие души, характерной для большинства религиозных и религиозно-философских учений.
Представления о жизни после смерти неодинаковы в различных религиях. Пример таких представлений — вера в воскресение мёртвых в авраамических религиях, то есть в то, что однажды в будущем умершие люди будут воскрешены Богом.

## Общие сведения
Согласно различным представлениям о загробной жизни, сущностным аспектом индивидуума, который продолжает жить после смерти, может быть какой-то частичный элемент или вся душа или дух индивидуума, который несёт с собой и может наделять личностной идентичностью или, наоборот, нирваной. Вера в загробную жизнь противоположна вере в забвение после смерти.
Согласно некоторым воззрениям, это продолжающееся существование часто имеет место в духовной сфере, а согласно другим популярным воззрениям, индивид может переродиться в этом мире и начать жизненный цикл заново, вероятно, не помня о том, что было в его прошлой жизни. Согласно последней точке зрения, такие перерождения могут происходить снова и снова, пока человек не достигнет входа в духовную сферу или иной мир. Основные взгляды на загробную жизнь исходят из религии, эзотерики и метафизики.
Некоторые системы верований, например авраамизм, считают, что умершие переходят на другой уровень существования после смерти, как это определено Богом или божественным судом, основанным на их действиях или верованиях в течение жизни. Напротив, в учениях о реинкарнации, таких как индийские религиозные культы, природа продолжающегося существования определяется непосредственно действиями индивида в завершившейся жизни.

## Различные метафизические модели
Теисты обычно верят, что после смерти людей ждёт какая-то загробная жизнь. Представители некоторых, как правило, нетеистических религий склонны верить в загробную жизнь, но без привязки к божеству. Саддукеи были древней иудейской сектой, которая обычно верила, что есть Бог, но нет загробной жизни.
Многие религии, независимо от того, исповедуют ли они существование души в ином мире, как христианство, ислам и многие языческие системы верований, или реинкарнацию, как многие формы индуизма и буддизма, считают, что статус человека в загробной жизни является наградой или наказанием за его поведение в течение жизни.

### Реинкарнация
Реинкарнация — религиозная или религиозно-философская концепция, согласно которой аспект живого существа начинает новую жизнь в другом физическом теле или форме после каждой смерти. Она также называется возрождением или переселением душ и является частью доктрины циклического существования Сансары. Это центральный постулат всех основных индийских религий, а именно буддизма, индуизма, джайнизма и сикхизма. Идея перевоплощения встречается во многих древних культурах, а вера в перерождение/метемпсихоз поддерживалась историческими греческими фигурами, такими как Пифагор, Сократ и Платон. Это также общая вера различных древних и современных религий, таких как спиритизм, теософия, экканкар, саентология. Реинкарнация также встречается во многих племенных обществах по всему миру, в таких местах, как Австралия, Восточная Азия, Сибирь и Южная Америка.
Хотя большинство конфессий в рамках авраамических религий иудаизма, христианства и ислама не верят в реинкарнацию, отдельные группы внутри этих религий тем не менее исповедуют реинкарнацию. В числе этих групп — большинство исторических и современных последователей Каббалы, катары, алавиты, друзы и розенкрейцеры.
Розенкрейцеры говорят о периоде пересмотра жизни, происходящем непосредственно после смерти и перед вступлением в загробное существование (до того, как серебряная нить будет разорвана), за которым следует суд, более похожий на окончательное рассмотрение или заключительный отчёт о своей жизни.

### Рай и Ад
Небо, небеса, семь небес, чистые земли, Тянь, Джаннат, Вальхалла или летняя страна — это общее религиозное, космологическое или трансцендентное место, где, как говорят, происходят, восседают или живут такие существа, как боги, ангелы, джинны, святые или почитаемые предки. Согласно верованиям некоторых религий, небесные существа могут спуститься на землю или воплотиться, а земные существа могут вознестись на небеса после смерти или в исключительных случаях войти на небеса живыми.
Небо часто описывается как самое святое место, рай, в отличие от ада или подземного мира. Рай доступен людям в соответствии с различными стандартами божественности, благости, благочестия, веры или других добродетелей или ортодоксальности или просто в соответствии воли Бога. Некоторые верят в возможность существования рая на Земле в будущем мире. Ад, согласно многим религиозным и фольклорным традициям, является местом мучений и наказаний в загробной жизни. Религии с линейной Божественной историей часто изображают ад как вечное место назначения, в то время как религии с циклической историей часто изображают ад как промежуточный период между воплощениями. Как правило, эти традиции помещают ад в другом измерении или под поверхностью земли и часто включают входы в ад из страны живых. Другие места загробной жизни включают чистилище. Традиции, которые не рассматривают загробную жизнь как место наказания или награды, просто описывают ад как обитель мёртвых, могилу, нейтральное место (например, Шеол или Гадес), расположенное под поверхностью земли.

## Древние религии

### Древнеегипетская религия
Загробная жизнь играла важную роль в древнеегипетской религии, и её система верований является одной из самых ранних известных в письменной истории. Когда тело умирало, части его души, известные как ка (двойник тела) и ба (личность), отправлялись в царство мёртвых. Пока душа обитала в полях Иару, Осирис требовал работы в качестве компенсации за защиту, которую он обеспечивал. Статуи были помещены в гробницы, чтобы служить заменителями умерших.
Получение награды в загробной жизни было суровым испытанием, требующим безгрешного сердца и умения читать заклинания, пароли и формулы Книги мёртвых. В зале Двух Истин сердце покойного взвешивали против пера истины и справедливости Шу, снятого с головного убора богини Маат. Если бы сердце было легче пёрышка, он мог бы пройти дальше, но если бы оно было тяжелее, покойного сожрал бы демон Аммит.
Египтяне также верили, что мумифицирование и помещение в саркофаг (древнеегипетский "гроб", украшенный сложными символами и узорами, а также рисунками и иероглифами) было единственным способом иметь загробную жизнь. Только если тело было должным образом забальзамировано и погребено в мастабе, мёртвые могли снова жить в полях Ялу и сопровождать Солнце в его ежедневном путешествии. Из-за опасности, которую представляла загробная жизнь, Книга мёртвых помещалась в гробницу вместе с телом, а также пищей, драгоценностями и «проклятиями». Египтяне также практиковали отверзение уст.
Древнеегипетская цивилизация была основана на религии; вера в возрождение после смерти стала движущей силой их похоронной практики. Смерть считалась просто вре́менным прерыванием, а не полным прекращением жизни. Египтяне верили, что вечная жизнь может быть обеспечена такими средствами, как благочестие к богам, сохранение физической формы через мумификацию и предоставление скульптур и другого погребального оборудования. Считалось, что каждый человек состоит из физического тела, ка, ба и акх. Имя и тень тоже были живыми существами. Чтобы наслаждаться загробной жизнью, все эти элементы должны быть поддержаны и защищены от вреда.

### Индуизм
У индусов загробная жизнь, состояние души после смерти, именуется «претья-бхава» (санскр. prêtya-bhâva). В Ведах загробная жизнь не играет видной роли. Все помыслы ведийского индуса обращены к благам мира сего: силе, богатству, обилию скота, богатому потомству, долголетию, — к этому бытию, «бхава» (bhâva). Только с развитием философской мысли понятие «претья-бхава» начинает занимать более видное место в верованиях индуса. В философской школе Ньяя мудреца Готамы претья-бхава сводится к переселению души из одной тленной оболочки в другую, так как она бессмертна и не может погибнуть с разложением своего материального обиталища.

### Древние греческие и римские религии
Греческий бог Аид известен в греческой мифологии как царь подземного мира, места, где души живут после смерти. Греческий бог Гермес, посланник богов, забирал душу мёртвого человека в подземный мир (иногда называемый Аидом или домом Аида). Гермес оставлял души на берегу реки Стикс — реки между жизнью и смертью.
Харон, также известный как Паромщик, должен был переправить душу через реку в Гадес, если у души было золото: после погребения родственники клали монеты под язык умершего. После того как душа будет перевезена, её будут судить Эак, Радамант и царь Минос. Душа будет отправлена в Элизиум, Тартар, Асфодельные поля или на поля наказания. Елисейские поля были для тех, кто жил чистой жизнью. Они состояли из зелёных полей, долин и гор, все там были мирными и довольными, и солнце всегда светило там. Тартар был для людей, которые богохульствовали против богов или были просто мятежными и сознательно злыми.
Асфодельные поля предназначались для разнообразных человеческих душ: тех, чьи грехи равнялись их доброте, кто были нерешительны в своей жизни или не были осуждены. Поля наказания были для людей, которые часто грешили, но не настолько, чтобы отправиться в Тартар. В Тартаре душу наказывали сожжением в лаве или растягиванием на дыбе. Некоторым героям греческих легенд разрешено посещать подземный мир. У римлян была схожая система верований о загробной жизни, и Гадес был известен как Плутон. В древнегреческом мифе о трудах Геракла герой Геракл должен был отправиться в подземный мир, чтобы захватить Цербера, трёхглавого сторожевого пса, в качестве одной из своих задач.
В «Сне Сципиона» Цицерон описывает то, что кажется внетелесным переживанием: душа путешествует высоко над землёй, глядя на маленькую планету издалека.
В книге VI «Энеиды» Вергилия герой Эней отправляется в подземный мир, чтобы увидеть своего отца. У реки Стикс он видит души тех, кому не дали достойного погребения, вынужденных ждать у реки, пока кто-нибудь не похоронит их. В то время как там, внизу, вместе с мёртвыми, ему показывают место, где живут несправедливо осуждённые, поля скорби, где живут те, кто покончил с собой и теперь сожалеет об этом, включая бывшего любовника Энея, воинов и тени, Тартар (где живут титаны и могущественные немёртвые враги олимпийцев), где он может слышать стоны заключённых, дворец Плутона и поля Элизиума, где живут потомки божественных и храбрейших героев. Он видит реку забвения, Лету, воду из которой мёртвые должны пить, чтобы забыть свою жизнь и начать всё заново. Наконец, его отец показывает ему всех будущих героев Рима, которые будут жить, если Эней выполнит своё предназначение в основании города.

### Скандинавская мифология
Поэтические и прозаические Эдды, старейшие источники информации о скандинавской концепции загробной жизни, различаются в описании нескольких царств. Самые известные из них:
- Вальхалла (лит. «Зал убитых», то есть «избранных») — половина воинов, погибших в битве, присоединяется к богу Одину, который правит величественным залом под названием Вальхалла в Асгарде.
- Фолькванг (лит. «Поле воинства») — другая половина присоединяется к богине Фрейе на большом лугу, известном как Фолквангр.
- Хель (лит. «Крытая зала») — эта обитель чем-то напоминает Аид из древнегреческой религии: там можно найти что-то похожее на Асфодельные луга, и люди, которые не преуспели ни в том, что хорошо, ни в том, что плохо, могут ожидать, что после смерти они отправятся туда и воссоединятся со своими близкими.
- Нифлхель (лит. «Тёмный» или «туманный Хель») — это царство примерно аналогично греческому Тартару. Это более глубокий уровень под Хель, и те, кто нарушают клятвы и совершают другие гнусные поступки, будут отправлены туда, чтобы быть среди своих сородичей и претерпеть суровые наказания.
- Гимле (Gimlé) — в скандинавской мифологии небесный чертог (staðr) в южной части третьего неба, который устоит после обрушения неба и гибели мира, там соберутся души добрых и праведных людей. Согласно Младшей Эдде ныне в Гимле обитают лишь светлые альвы (Ljósálfar).

## Авраамические религии

### Христианство
Никейский Символ веры, как и его английские версии в современном употреблении, включают фразу: «Ожидаем воскресения мёртвых и жизни будущего века».
Когда саддукеи спросили Иисуса Христа о воскресении мёртвых, он ответил, что воскресшие будут подобны ангелам на небесах.
Иисус также утверждал, что придёт время, когда мёртвые услышат голос Сына Божьего, и все, кто был в гробах, выйдут оттуда, кто сделал добрые дела — для воскресения жизни, но те, кто сделал злые дела — для воскресения осуждения.
Книга Еноха описывает Шеол как разделённый на четыре части для четырёх типов умерших: верные святые, ожидающие Воскресения в раю; просто добродетельные, ожидающие своей награды; нечестивые, ожидающие наказания; и нечестивые, которые уже были наказаны и не воскреснут в Судный день. Книга Еноха считается апокрифической большинством конфессий христианства и всеми конфессиями иудаизма.
Вторая книга Маккавейская даёт ясный отчёт о мёртвых, ожидающих будущего воскресения и суда, а также даёт наставления о молитвах и приношениях для мёртвых, чтобы снять с них бремя греха.
Автор Евангелия от Луки рассказывает историю о Лазаре и богаче, которая описывает людей в преисподней, ожидающих Воскресения либо в утешении, либо в муках. Автор книги Откровения пишет о Боге и его ангелах, сражающихся против сатаны и его демонов в эпической битве в конце времён, когда все души будут судимы. Есть упоминания о призрачных телах прошлых пророков и о преображении.
В неканонических деяниях Павла и Фёклы говорится о действенности молитвы за усопших, чтобы они могли быть «переведены в состояние блаженства».
Ипполит Римский изображает подземный мир (Гадес) как место, где праведные мертвецы, ожидающие в лоне Авраама Своего воскресения, радуются своей будущей жизни, в то время как неправедные мучаются при виде «озера неугасимых огней», в которое им суждено быть брошенными.
Папа Григорий I повторяет концепцию, сформулированную более века назад Григорием Нисским, о том, что умершие претерпевают очищение после смерти, в связи с чем он писал о «чистилищном огне».
Существительное «purgatorium» (лат.: место очищения) впервые употребляется для описания состояния болезненного очищения спасённых после смерти. То же самое слово в адъективной форме (purgatorius — a -um, очищение), которое встречается также в нерелигиозной литературе, уже использовалось христианами, такими как Августин Гиппонский и папа Григорий I, для обозначения посмертного очищения.
В эпоху Просвещения теологи и философы представляли различные философии и верования. Примечательным примером является Эмануэль Сведенборг, написавший около 18 теологических работ, которые подробно описывают природу загробной жизни в соответствии с его утверждениями о духовном опыте, самым известным из которых является рай и ад. Его работы о загробной жизни охватывают широкий спектр тем, таких как брак на небесах (где все ангелы женаты), дети на небесах (где они воспитываются родителями-ангелами), время и пространство на небесах (их нет), процесс пробуждения после смерти в мире духов (место на полпути между раем и адом и где люди впервые просыпаются после смерти), допуск свободного выбора между раем и адом (в отличие от того, чтобы быть посланными в любой из них Богом), вечность ада (можно было бы уйти, но никогда не захотеть), а также то, что все ангелы или дьяволы были когда-то люди были на земле.

#### Католическая церковь
В книге «Брань духовная», написанной Лоренцо Скуполи, говорится, что в смертный час «лукавый» предпринимает четыре попытки нападения. Католическая концепция загробной жизни учит, что после того, как тело умирает, душа подвергается суду, праведные и свободные от греха попадают на небеса. Однако те, кто умирает в нераскаянном смертном грехе, попадают в ад. В 1990-е годы Катехизис Католической церкви определял ад не как наказание, наложенное на грешника, а скорее как самоотречение грешника от Бога. В отличие от других христианских конфессий, Католическая церковь учит, что те, кто умирает в состоянии благодати, но всё ещё несёт в себе тяжкий грех, отправляются в место, называемое чистилищем, где они проходят очищение, чтобы попасть на небеса.

#### Лимб
Несмотря на распространённое мнение, термин «лимб», который был разработан теологами начала Средних веков, никогда не признавался догмой Католической церкви, но временами он был очень популярной теологической теорией внутри Церкви. Лимб — это теория, согласно которой некрещёные, но невинные души, такие как младенцы, добродетельные люди, жившие до рождения Иисуса Христа на земле, или те, кто умер до крещения, не существуют ни в раю, ни в аду. Эти души не заслуживают Блаженного видения и не подвергаются никакому наказанию, потому что они не виновны ни в каком личном грехе, хотя и не приняли крещения, но всё же несут первородный грех. Таким образом, они обычно рассматриваются как существующие в состоянии естественного, но не сверхъестественного счастья до конца времён.
В других христианских конфессиях он был описан как промежуточное место или состояние заточения в забвении и пренебрежении.

### Ислам
В исламе есть два места после смерти: Джаннат и Джаханнам. Мусульманин после смерти попадает либо в Джаннат, либо в Джаханнам. После смерти к умершему приходят два ангела, Мункар и Накир. Их голос как гром, а взгляд как молния. Они несут с собою кувалды. Если бы все джинны и люди собрались, чтобы поднять эту кувалду, они не могли бы это сделать. После вопросов от Мункара и Накира умершему будет велено посмотреть направо или налево. Справа от него сначала будет ад, ангелы скажут ему: «Это было бы твоим пристанищем, если бы ты ослушался Аллаха», потом дверь закроется и откроется дверь в рай. Если умершему было велено посмотреть налево, то он сначала увидит рай. Ангелы после удара по его голове скажут ему: «Это было бы твоим пристанищем, если бы ты слушался Аллаха (свят он и велик)». Потом дверь в рай будет закрыта, и откроется дверь в Огонь, и ангелы скажут ему: «Это твое пристанище». Потом грешный мусульманин либо искупит там грехи и войдет в рай, либо останется там навечно.

## Вера Бахаи (XIX век)
Учения Бахаи утверждают, что природа загробной жизни находится за пределами понимания живых, точно так же, как нерождённый плод не может понять природу мира вне утробы. В писаниях Бахаи говорится, что душа бессмертна и после смерти она будет продолжать прогрессировать, пока не достигнет присутствия Бога. По верованию Бахаи, души в загробной жизни будут продолжать сохранять свою индивидуальность и сознание и смогут узнавать и общаться духовно с другими душами, с которыми они установили глубокие дружеские отношения, такими как их супруги.
В писаниях Бахаи также говорится, что существуют различия между душами в загробной жизни и что души осознают ценность своих собственных поступков и понимают последствия своих действий. Объясняется, что те души, которые обратились к Богу, испытают радость, в то время как те, кто жил в заблуждении, осознают упущенные возможности. Кроме того, с точки зрения Бахаи, души смогут признавать достижения тех душ, которые достигли того же уровня, что и они сами, но не тех, которые достигли более высокого ранга, чем они.

## Критика
По мнению Жан-Жака Руссо обещание загробной жизни отвлекает человека от улучшения земной жизни путем общественных преобразований, оно мешает человеку усовершенствовать земную жизнь, добиваясь создания правительства, которое могло бы «оказывать содействие слабым против сильных и так позволять всем наслаждаться приятной безмятежностью, идти к счастью». Счастье же, по мнению Руссо, способен обеспечить лишь общественный договор — соглашение граждан с государством.